# Gheorghe Vrabie
Gheorge Vrabie (né le 21 mars 1939 à Călinești, Fălești, comté de Bălți et mort le 31 mars 2016 à Chișinău) est un artiste moldave, auteur des armoiries de la Moldavie, du drapeau de sa capitale Chișinău, ainsi que des dessins figurant sur les premières versions du leu moldave.

## Biographie

Les armoiries de la Moldavie (1990).

Vrabie étudie de 1962 à 1967 à l'Institut académique d'État des beaux-arts, de la sculpture et de l'architecture « Ilya Répine » (aujourd'hui l’Académie russe des Beaux-Arts) à Saint-Pétersbourg. Il illustre plusieurs éditions d’ouvrages roumains ou étrangers, écrits par Mihai Eminescu, Ion Druță, Grigore Vieru, Dante, Longus, ou Paul Valéry. Ses illustrations se distinguent par leur précision, leur intensité et leur finesse d'exécution.
En 1990, il dessine les futures armoiries de la Moldavie (adoptées par le Parlement moldave en novembre) en se basant sur l’histoire héraldique du pays et les travaux de Paul Gore.
Il a exposé en Moldavie et à l'étranger, notamment dans des institutions comme l' Union des écrivains moldaves, le Musée national d'histoire et d'archéologie de Moladive, l’Ambassade de Roumanie Moldavie, la Bibliothèque nationale, ou encore le Centre d'exposition Constantin Brâncuşi (en Moldavie), la Maison centrale des écrivains à Moscou, et la salle centrale de l'Union des beaux-artistes à Odessa (à l’étranger).
Il a été invité à divers événements artistiques, ateliers ou symposiums en Europe de l’Est : Roumanie, Russie, Lettonie, Lituanie, Hongrie.

## Vie personnelle
Vrabie est marié à Dorina Cojocaru, elle aussi artiste ; le couple a réalisé ensemble des mosaïques. Ils ont une fille, Georgeta, qui se consacre à la peinture sous le pseudonyme Geta Bagheta.

## Prix et récompenses
- 1964 : premier prix de graphisme au concours organisé par l'Académie des beaux-arts de Saint-Pétersbourg ;
- 1999 : prix de l’Union des Beaux-Arts de Moldavie ;
- 2000 : médaille Eminescu ;
- 2010 : « Ordre de la République » (plus haute distinction de la république de Moldavie)[5].